# Cheb Bilal

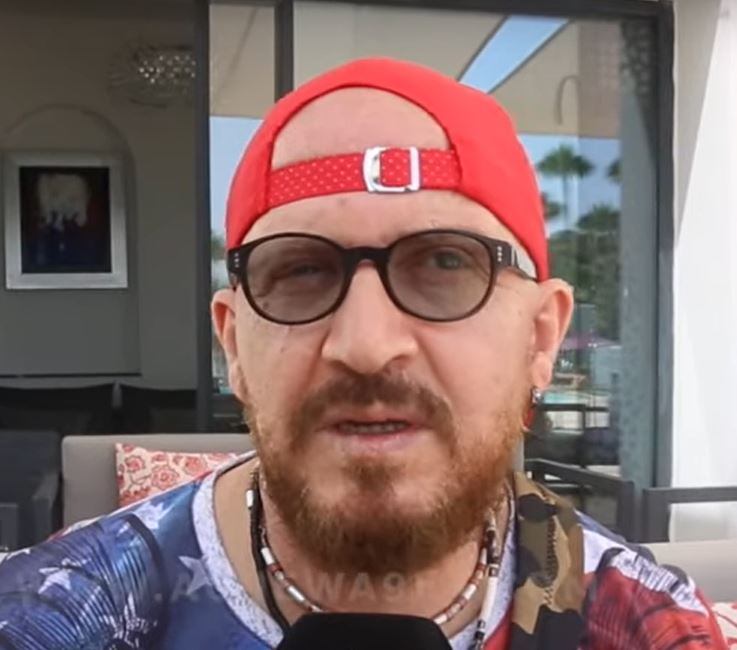
Cheb Bilal, 2021

Cheb Bilal (* 23. Juli 1966 in Cherchell, eigentlich Moufok Bilal) ist ein algerischer Raïsänger. 

## Musik
Cheb Bilals Musik hat traditionelle nordafrikanische Einflüsse, die gemischt mit modernen elektronischen Sounds sind. 
Einige bekannte Lieder sind Koulchi Rah, El Barbour el djebni oder Rak Mrid.

## Diskografie

### Singles (Auswahl)
| - 2000: Dayer Dayer Ghir Rayi - 2000: Lahna La L'hih - 2000: Thaous Alia - 2000: Niveaux Tah - 2000: Darja Darja - 2002: Nedik l'Paris - 2002: Yafarhouli kisterali haja waara - 2003: Di Ayza Kalam - 2003: Kif Kif - 2003: Yihamas Aliya - 2003: Hna Kima Hak - 2005: Chriki - 2005: Wayli Wayli | - 2005: La Naza - 2007: Te quiero - 2008: Saragossa - 2009: Fort ou Waara - 2010: Chawala Hada - 2011: Bienvenue chez les Bylkas (mit Big Ali & Sinik) - 2014: Waara Daawatna - 2015: Bravo Aalik - 2017: Romantique - 2019: Vida Loca - 2021: Même Pas Appel - 2022: Motou (mit Wahib Saad) - 2024: Let Her Go (mit Saint Levant) |